# 韋西科區
韋西科區（西班牙語：Distrito de Besikó），是巴拿馬的一個行政區，位於該國西北部，由恩戈貝-布格雷特區負責管轄，面積752.2平方公里，2010年人口23,532，人口密度每平方公里31.28人。